# Jever (öl)

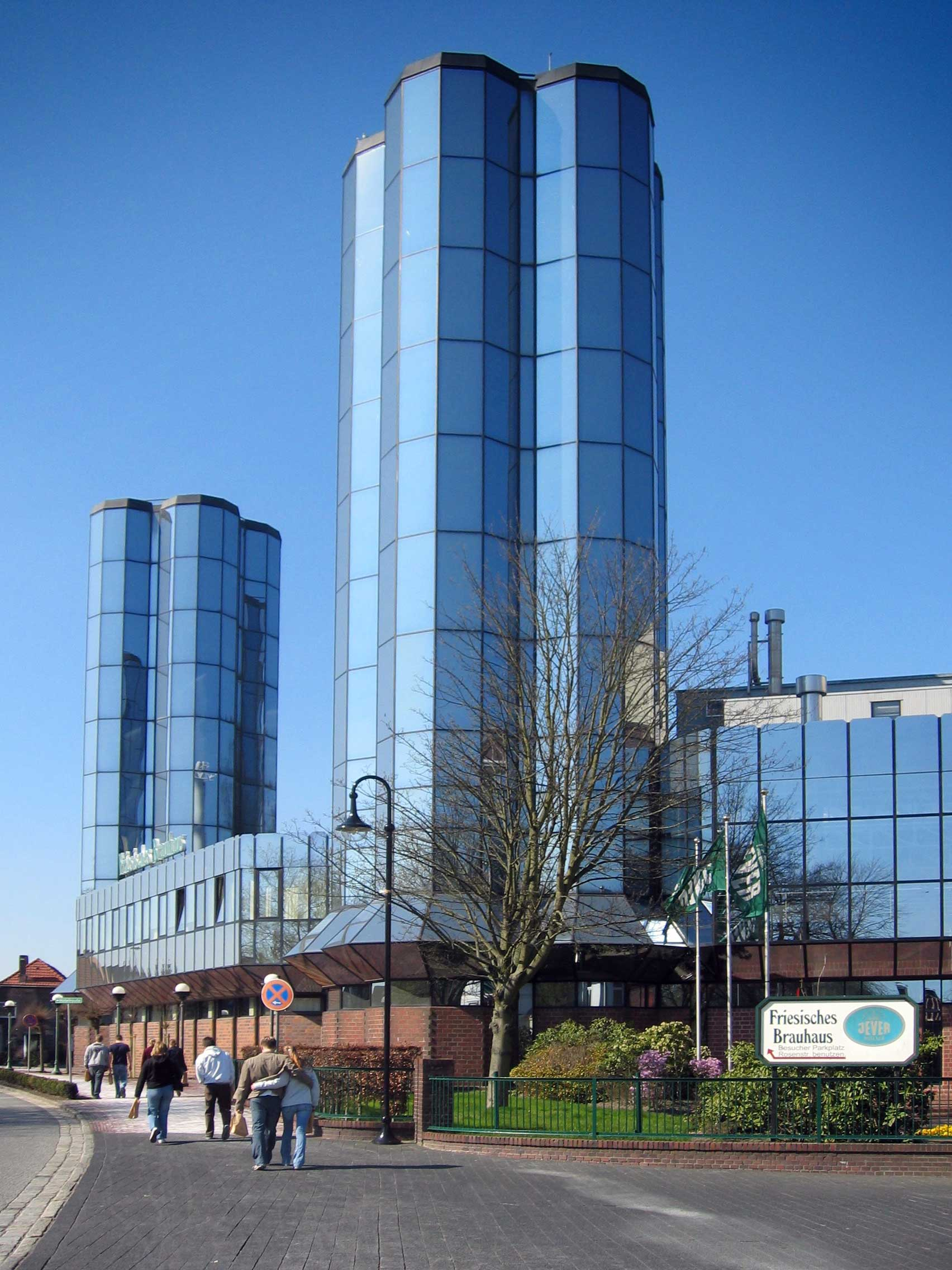
Friesisches Brauhaus zu Jever

Jever är ett tyskt ölmärke uppkallat efter ursprungsstaden Jever. Sedan 1848 bryggs det av bryggeriet Friesisches Brauhaus zu Jever.

## Historia
När Friesisches Brauhaus zu Jever grundades 1848 av Diedrich König var det bara ett av många bryggerier i regionen. När Diedrich dog 1867 såldes bryggeriet av hans son. Den nya ägaren Theodor Fetköter förvandlade det lilla familjebryggeriet till ett stort bryggeri och företag. Bl a genom att införa speciella flaskor och göra reklam för ölet.
Första världskriget var en svår tid för bryggeriet, eftersom Theodor Fetköters son, som tillfälligt hade tagit över ledningen av bryggeriet, dog vid fronten. 1922 såldes bryggeriet till Hamburger Bavaria-St. Pauli-Brauerei, som idag tillhör Carlsberggruppen. Jever var vid den här tiden rikskänt och 1934 började man sälja det som Jever Pilsener, ett namn som står sig än idag. Efter andra världskriget blev det återigen svåra tider. På grund av bensinbrist sålde man bara öl till folk som kom till bryggeriet och hämtade det själva. Det var även brist på korn.
Efter ett tag förbättrades situationen åter i Jever. Det mest sålda ölet var ett exportöl av märket Jever Export, som bryggdes fram till 1990. Under 60-talet blev öl av typen pilsner mer omtyckt och man märkte en tydlig ökning i försäljningen av Jever Pilsener. Under tiden blev bryggeriet utbyggt.
Sedan 1994 tillhör bryggeriet Brau & Brunnen, som sedan 2004 är en del av Radeberger Gruppe i Oetkerkoncernen.
Idag har bryggeriet ungefär 270 anställda och varje timme fylls ca 60 000 flaskor.
Bryggeriet har guidade turer av produktionen. Till turen hör bland annat ett besök på ett museum som tar upp bryggeriets historia och hur vardagen såg ut på bryggeriet för ungefär 100 år sedan. År 2007 hade bryggeriet fler än 33 000 besökare.

## Uttal
Jever uttalas, av bryggeriet (i t.ex. reklam på tv) och i rikstyska för Jever [ˈjeːvɐ], och inte som stadens namn Jever [ˈjeːfɐ]. V:et i stadens namn ska motsvara w:et i flera nordtyska städers namn t.ex. Wilhelmshaven, Cuxhaven eller Hannover, där v:en uttalas som f.
I Landkreis Friesland och de angränsande delarna uttalas v:et i ölets namn precis som i stadens, som ett f.

## Produkter
Bryggeriet framställer följande ölsorter:
- Jever Pilsener – Öl av pilsnertyp med en alkoholhalt av 4,9%. Utmärker sig gentemot andra pilsnermärken med en tydlig humlebeska.
- Jever Fun – Alkoholfri Pilsner.
- Jever Light – Öl med mindre alkoholhalt, 2,7% alkoholhalt och färre kalorier.
- Jever Lime – radler med lime, 2,5% alkoholhalt.

På grund av dåliga försäljningssiffror blev produktionen av Jever Maibock inställt.
Dessutom framställs, av eget öl, brännvinet Jever Digestif med en alkoholhalt av 40%. 
År 2002 började man producera schwarzbier Jever Dark, men sedan 2008 inte längre.
Det mest sålda ölet är Jever Pilsener, som utgör 75 % av produktionen. Jever Pilsener finns även i 20-litersfat, men det går inte att få tag på överallt.
På 1980-talet bryggdes i Friesischen Brauhaus zu Jever även Grenzquell Pilsner.